# Brasserie de Bretagne
La Brasserie de Bretagne (anciennement Brasserie Britt) est une brasserie bretonne implantée dans le département du Finistère depuis 1998. Elle élabore ses propres recettes et s’engage auprès des producteurs locaux pour produire quatre marques de bières[réf. nécessaire].
La Brasserie de Bretagne produit notamment les bières des marques Britt, Dremmwel (bières biologiques), Sant Erwann (bières de type abbaye), Ar-Men (bières biologiques).

## Histoire
Historiquement présente sur la commune de Trégunc, la Brasserie de Bretagne se trouve depuis mai 2020, à quelques kilomètres de là, sur la commune de Concarneau. Ce déménagement a permis à la brasserie de doubler sa capacité de production[source secondaire souhaitée] en inaugurant une nouvelle salle de brassage plus moderne.

## Bières
Le macareux moine (boc'hanig en breton) est l'emblème de la Britt ; c'est un oiseau protégé des côtes bretonnes.

### Britt
Les bières de la marque Britt existent en blonde, blanche, Session ipa, summer ipa et amber ale. 

### Sant Erwann
Nommée en référence à Yves Hélory de Kermartin, cette bière blonde aux sept céréales est déclinée en version IPA, double IPA, triple, rousse IPA, brut IPA

### Dremmwel
Dremmwel est une marque de bières biologiques brassées à Trégunc. Brassée à la mode belge à l'origine, la Dremmwel était produite en six versions différentes (blanche, blonde, brune, dorée, noire et rousse) par la brasserie artisanale du Trégor, créée par Stéphane Tanguy en 1998 à Minihy-Tréguier dans les Côtes-d'Armor.
La brasserie a été rachetée en 2002 par la Brasserie de Bretagne[source secondaire souhaitée], avec pour conséquence un changement d'adresse, d'étiquette et de recette.
En breton, Dremmwel signifie « horizon ».
Elle est composée de malt d'orge provenant de Bretagne et de houblon issus de l'agriculture biologique. Elle dispose des labels AB et Produit en Bretagne. Commercialisée en 25 cl, elle fait 7,7 % vol.
En 2018, Britt fait passer la bière Gwiniz Du, au blé noir bio et sans gluten, sous l’étiquette Dremmwel. En France, Dremmwel est la deuxième marque de bière bio avec 20 % du marché national en volume derrière Jade.
Les différentes Dremmwel existantes sont toutes bio les versions existantes sont : blonde bio, rousse bio, dorée bio, blé noir sans gluten bio, ipa bio, blanche bio, blonde bio sans alcool.

### Ar-Men
Pour les articles homonymes, voir Ar Men (homonymie).
Cette section ne s'appuie pas, ou pas assez, sur des sources secondaires ou tertiaires indépendantes du sujet. Le texte peut contenir des analyses inexactes ou inédites de sources primaires.
Pour l'améliorer, ajoutez-en, ou placez des modèles {{Source secondaire souhaitée}} ou {{Source secondaire nécessaire}} sur les passages mal sourcés. (janvier 2024)
Ar-Men est une bière bretonne, nommée en hommage au phare, qui existe en plusieurs types: blanche, blonde, rousse, dorée et ambrée. Le brassage des blondes, rousses et dorées est effectué à Tréguier et celui des blanches et ambrées à Trégunc. Le conditionnement se fait en bouteilles non-pasteurisées de 33 et 75 cl.
La bière ambrée (5,4 % vol.) est produite à base de blé noir. Elle est naturellement sans gluten.
La bière blanche (4,8 % vol.) est produite à base de froment. Elle a reçu la médaille d'or au Concours général agricole de Paris en 2003 et la médaille d'argent en 2005.
La bière blonde (5 % vol.) est produite à base de blé. Elle a la médaille d'argent au World Beer Cup en 2000[source secondaire souhaitée], et la médaille de bronze en 2002[source secondaire souhaitée].
La bière rousse a reçu la médaille d’argent au Concours général agricole de Paris en 2007.
Les différentes Ar-men produites sont toutes bio les versions existantes sont : blonde bio, rousse bio, dorée bio, blé noir sans gluten bio, ipa bio, blanche bio, blonde bio sans alcool.

## Anciennes productions

### Celtika
Celtika est brassée par la Brasserie de Bretagne à la suite du rachat en 2007 de la brasserie Celtik alors en difficulté financière. Elle existe en version blonde, ambrée, et blanche. Cette boisson n'est plus produite par la brasserie de Bretagne.

### Chat-Malo
Cette bière est distribuée par Chat-Malo, située à Saint-Malo.

### Barbe Torte
Bière version ambrée au blé noir et version blonde produites pour l'enseigne LIDL[source secondaire souhaitée]. Cette boisson n'est plus produite par la brasserie de Bretagne.

## Britt Cola
Le Britt Cola est une boisson gazeuse, un cola alternatif commercialisé depuis le 4 juin 2009 par la brasserie de Bretagne et produit à Cholet par l'Abeille. C'est un cola classique avec une touche d'arômes de caramel au beurre salé,. Cette boisson n'est plus produite par la brasserie de bretagne.